# Mistrzostwa Świata IBSF 2025
Mistrzostwa Świata IBSF 2025 – 68. edycja mistrzostw świata w bobslejach i skeletonie, która odbyła się w dniach 6–16 marca 2025 w Lake Placid. Ich organizatorem była IBSF.

## Medaliści i medalistki
Bobsleje
| Konkurencja      | Złoto                                                                            | Rezultat | Srebro                                                                     | Rezultat | Brąz                                                                        | Rezultat |
| Dwójki kobiet    | Niemcy Laura Nolte · Deborah Levi                                                | 3:46,00  | Niemcy Kim Kalicki · Leonie Fiebig                                         | 3:46,52  | Niemcy Lisa Buckwitz · Kira Lipperheide                                     | 3:47,46  |
| Dwójki mężczyzn  | Niemcy Francesco Friedrich · Alexander Schüller                                  | 3:39,32  | Niemcy Johannes Lochner · Georg Fleischhauer                               | 3:39,35  | Niemcy Adam Ammour · Benedikt Hertel                                        | 3:40,15  |
| Czwórki mężczyzn | Niemcy Francesco Friedrich · Matthias Sommer · Alexander Schüller · Felix Straub | 2:44,52  | Niemcy Johannes Lochner · Florian Bauer · Jörn Wenzel · Georg Fleischhauer | 2:44,80  | Wielka Brytania Brad Hall · Arran Gulliver · Taylor Lawrence · Greg Cackett | 2:45,00  |
| Monoboby kobiet  | Kaysha Love                                                                      | 3:57,82  | Laura Nolte                                                                | 3:58,26  | Elana Meyers-Taylor                                                         | 3:58,31  |

Skeleton
| Konkurencja      | Złoto                                          | Rezultat | Srebro                                         | Rezultat | Brąz                        | Rezultat |
| Kobiety          | Kimberley Bos                                  | 3:40,06  | Mystique Ro                                    | 3:40,73  | Anna Fernstädt              | 3:40,81  |
| Mężczyźni        | Matt Weston                                    | 3:35,48  | Marcus Wyatt                                   | 3:37,38  | Axel Jungk                  | 3:37,41  |
| Drużyny mieszane | Stany Zjednoczone Mystique Ro · Austin Florian | 1:54,53  | Wielka Brytania Tabitha Stoecker · Matt Weston | 1:54,63  | Chiny Dan Zhao · Qinwei Lin | 1:54,81  |

## Klasyfikacja medalowa
*   Gospodarz ( Stany Zjednoczone)
| Miejsce | Reprezentacja      | Złoto | Srebro | Brąz | Razem |
| ------- | ------------------ | ----- | ------ | ---- | ----- |
| 1       | Niemcy             | 3     | 4      | 3    | 10    |
| 2       | Stany Zjednoczone* | 2     | 1      | 1    | 4     |
| 3       | Wielka Brytania    | 1     | 2      | 1    | 4     |
| 4       | Holandia           | 1     | 0      | 0    | 1     |
| 5       | Chiny              | 0     | 0      | 1    | 1     |
| 5       | Czechy             | 0     | 0      | 1    | 1     |
| Razem   | Razem              | 7     | 7      | 7    | 21    |